# ファミコンジャンプII 最強の7人
『ファミコンジャンプII 最強の7人』（ファミコンジャンプツー さいきょうのしちにん）は、バンダイから1991年12月2日に発売されたファミリーコンピュータ用のゲームソフト。
『ファミコンジャンプ 英雄列伝』（1989年）の続編であり、ジャンルはロールプレイングゲーム。

## 概要
本作には『ドラゴンクエストシリーズ』を製作した堀井雄二が監修、チュンソフトが開発に携わっているため、武器・防具の概念やフィールド上のコマンドなど、同シリーズに類似している。ゲーム中のBGMの作曲者は門倉聡。前作『ファミコンジャンプ 英雄列伝』を、『ファミコン神拳』担当の鳥嶋和彦に、「こんなゲームを記事にしたくない」と堀井が出来に苦言を呈したことに鳥嶋が「じゃあ堀井さんが2を作ってよ」と反論したところ、堀井が「わかりました」と快諾したことが、本作の生まれたきっかけとなる。
前作から比べ登場作品は7作品と大幅に減ったが、各作品の作者がゲーム中に登場するモンスターのデザインを手がけている。特に、それぞれの作者が個別に担当した7将軍が当時のメディアで大きく取り上げられていた。
ストーリーとしては前作の続編であるが、各作品内の時間の進み方に準拠しているため、前作から登場する孫悟空、ジョセフ・ジョースターは年齢を重ねているが、剣桃太郎、両津勘吉は姿が変わっていない。カートリッジは前作と同じ形状の独自のものが使用されている。
後に同一コンセプトの対戦アクションゲーム『ジャンプスーパースターズ』（2005年）が発売された。

## システム
マルチオープニングシステム
プレイヤーはゲーム開始時、7人の主人公から1人を選んでスタートする。選ばれた主人公は「精霊の大神殿」に呼び出され、そこからワープゾーンによってそれぞれがホームとするエリアへ行き、ストーリーが始まる。
それぞれのエリアは環状に繋がっており、そこを一周しながら主人公の7人を集めることで、精霊の大神殿の外へと進むことができる。7人全員が集まってから本格的な冒険が始まる。
主人公を集めるルートは以下の通りにループする。なお、桃とタルるートから始めると全部の主人公の町へつながるようになっている（他の主人公だと7人集めた時に神殿に戻され次の町へ行くイベントが起きなくなる）。悟空 → タルるート → ジョジョ（承太郎） → ターちゃん → 桃 → 太尊 → 両津 → 悟空 …（最初に戻る）。
シミュレーションアクションシステム
戦闘システムはシミュレーションゲームの要素を取り入れたものとなっており、前作の様に敵によってゲームの形式が変わることはない。エンカウント時、フィールドでは現在地の地形で、ダンジョンでは付近の壁の有無によって戦闘フィールドが変わる。
コマンドは、攻撃、防御、アイテム、必殺技を使用できる。キャラクターはターンごとに操作が回っていき、キャラクターの移動力によって一回の行動で移動できる歩数が異なる。キャラクターの体力はハート5つ分となっており、またハート1つごとにダメージによって分割される。レベルが上がってもハートの最大数値は増えないが、ドラゴンボールを集めた時の願いに「体力を増やして欲しい」で止まると1人のハートの最大数を6つにすることができる。必殺技使用時はハートを1つ消費するが、ドラゴンボールによって消費せずに使えるようにすることもできる。基本的に体力1の時に必殺技を使うと体力が0になって消えてしまうが、例外としてその技で敵を倒した時は消えずにそのまま残る。また体力が0になり消えた後でも残りのパーティメンバーが敵を倒せば経験値は全員に入る。
体力が2の時は紫、1の時は赤でキャラクターが染まるようになっているが、異常状態になった場合は、受けた異常状態の色に上書きされる。どくに侵された時は青に染まり1ターンごとにダメージを受け、いし（石化）を食らうと灰色になり、回復するまで戦闘に参加できなくなる。眠らされると黄色くなり、一定時間行動できなくなる。
受けたダメージは戦闘終了後に全快するが、状態異常（どく、いし）は回復しない。これはメニュー画面では確認することはできない。戦闘中に最大7回使える回復アイテム「くすりびん」（残り使用回数はアイテム名の末尾に数字が入る）があり、「げんきショップ」で使用回数を補充することができる。
パーティは最大3人までとなっている。3人パーティの状態で新しく主人公が加わると一時的に4人パーティになるが、フィールドマップに出るとメッセージの後4人目が外れ、自動的に大神殿の修行所へ行く。この修行所ではメンバーの入れ替えが可能で、パーティに参加していないキャラクターも修行という形で経験値が得られており、レベルが上がるようになっている。最高レベルは16。最終ボスとの戦闘ではパーティキャラクターが戦闘不能になると、修行所から他のキャラクターを呼び出すことができる。
ドラゴンボール
漫画『ドラゴンボール』に登場するドラゴンボールを集めて神龍（シェンロン）を呼び出し（7つ集めた時点でマップ上ならその場で、でなければフィールドマップに出ると自動で）、願いを叶えてもらうことができる。「願い」は任意に叶えてもらうことはできず、ランダムで決まったものが選択される（ただし序盤で効果の高い願いは叶えられない）。
最初は悟空を除く各主人公、および悟飯が持っているため、主人公7人を集めたあと大神殿を出ると神龍が呼び出される。また原作における一度願いを叶えると1年間石になる設定は反映されておらず、2回目以降も全体マップや町などを探索して集めることで願いを叶えてもらうことが可能となっている（最大16回）。具体的な位置はアイテムのドラゴンレーダーを使用することで確認可能。ドラゴンボール自体はアイテムとしては扱わず、入手している物はドラゴンレーダーの画面で確認可能。

## 登場キャラクター

### 最強の7人
斜字で示されているのがメニュー画面などで表示される名前。本作発売前の『ブイジャンプ』1990年12月号の特集記事にはターちゃん以外の主人公が発表されていた。ターちゃんは『週刊少年ジャンプ』の付録カードに書かれた文字の謎を解明することに明かされた。
孫悟空（ごくう）（ドラゴンボール）
通常攻撃（武器）：棒 / 防具：胴着（布の服、稽古着など） / 必殺技：かめはめ波
子供だった前作と違い青年となり、チチとの間に悟飯をもうけている。棒による攻撃は至近距離で有効だが、如意棒を入手することで離れた敵にも攻撃できる。必殺技は、悟空の向いている方向からまっすぐに発射される「かめはめ波」で、レベルを上げると、障害物を無視したり直線上の敵をまとめて攻撃できるようになる。またレベルを最高の16まで上げると、攻撃時に白く発光する演出がある。
序盤の冒険は、さらわれた悟飯の救出。
タルるート（まじかる☆タルるートくん）
通常攻撃（武器）：ベロ / 防具：子供服、ローブなど / 必殺技：魔法
ベロは初期のもの以外を装備すれば離れた相手にも攻撃できるようになる。必殺技の「魔法」は自分の体力（ハートマーク）を頭上で弾けさせて敵全体を攻撃する。
序盤の冒険は、松つぁんの作るたこ焼きの材料集め。
空条承太郎（ジョジョ）（ジョジョの奇妙な冒険）
通常攻撃（武器）：キック（靴） / 防具：学ラン、プロテクターなど / 必殺技：スタープラチナ
本作では名前表記が原作では呼ばれることの少なかった「ジョジョ」（ジョセフ達の台詞でも「ジョジョ」と呼ばれている）。キックは最強武器を装備するまで至近距離しか攻撃できない。他のメンバーがレベル2で必殺技を覚えるのと異なり、レベル1からスタンドである「スタープラチナ」を使える。必殺技は、通常のキックでは届かない遠距離の敵に有効。敵キャラクターや障害物を貫通することはできないが、最高レベルの16になれば障害物を無視できるようになる。
序盤の冒険は、仲間や町民を石化した謎のスタンド使いを倒すこと。
ターちゃん（新ジャングルの王者ターちゃん♡）
通常攻撃（武器）：ブーメラン / 防具：パンツ / 必殺技：野生のおたけび
武器のブーメランは最初から貫通性能を持っている。「野生のおたけび」は自分を中心にした広範囲攻撃（縦のみ射程無限）で、レベルアップで強化されるごとに画面を駆け抜ける動物が変化し、横の攻撃範囲がより広くなる。
序盤の冒険は、姿を消した動物たちの捜索。
剣桃太郎（もも）（魁!!男塾）
通常攻撃（武器）：刀 / 防具：学ラン / 必殺技：轔扇刃
悟空同様、前作から引き続き登場。また、登場作品の中では唯一、本作発売時点で連載が終了していた。刀はレベルが上がると、刀身から虎型の気を放ち離れた相手を攻撃できるようになる。「轔扇刃」は自分の周囲を攻撃するため、敵の並び方によって使い勝手が左右される。また学ラン系の防具には彼にしか装備できないものがある。
序盤の冒険は、長期外出の許可を得るため江田島塾長から課された試練の突破。
前田太尊（たいそん）（ろくでなしBLUES）
通常攻撃（武器）：パンチ（グローブ） / 防具：学ラン、トランクスなど / 必殺技：タイソンパンチ
パンチは途中から、ロケットパンチのように離れた相手を攻撃できるようになる。「タイソンパンチ」は至近距離にしか使えないものの、正面からの攻撃を無効化する敵にも制限を受けずにダメージを与えられる。
序盤の冒険は、行方不明になった恋人・七瀬千秋の捜索。
両津勘吉（りょうつ）（こちら葛飾区亀有公園前派出所）
通常攻撃（武器）：銃 / 防具：制服、防弾チョッキなど / 必殺技：ロケットランチャー
前作には脇役として登場。銃は最初から射程が無限な上、装備によっては横にぶれて広い範囲を攻撃する。「ロケットランチャー」はレベルに応じて、2発→2発×2回（1回目で敵を倒せば、2回目はその奥にいる敵へ当たる）→4発（一度に攻撃できる横幅が倍になる）→4発×2回　とパワーアップする。しかし最後までパワーアップしても障害物は貫通できない。
序盤の冒険は、月給袋をくわえ去った犬の捜索。

### 敵キャラクター
ピラフ一味（ピラフ&シュウ&マイ）
悟空編のボス。神龍に世界征服の願いを叶えてもらうべく、ドラゴンボールを身につけていた悟飯をさらった。
たこまじん
タルるート編のボス。洞窟内の湖に現れ、漁場を荒らした巨大なタコ。後半でその正体が明らかになる。
スタンド使い
ジョジョ編のボス。生物を石化させるスタンドの持ち主であり、一度石化しだすと距離を置いても効果は落ちない様子。
ハンター
ターちゃん編のボス。原作同様に動物たちを捕獲しようとする。
ガンナー
桃太郎編のボス。勇者への試練として江田島塾長が呼び寄せた銃使い。
アイアンマン
桃太郎編のボス。勇者への試練として江田島塾長が呼び寄せた鎧姿の巨漢。
とあみ
桃太郎編のボス。勇者への最後の試練として江田島塾長が呼び寄せた、投げ網を得意とする戦士。
工作兵
太尊編のボス。帝拳高校の地下を基地にし、湖をも凍らせるフリーズカプセルを盗んだ。
ファイター
両津編のボス。廃工場を要塞にしようとしていた。後に雑魚敵として大量に登場する。
サイバイマン
原作からは唯一雑魚キャラクターとして登場。出現エリアは最初に選んだキャラクターによって異なるため悟空編以外にも出現する。
その他、本作オリジナルの雑魚キャラクターが複数登場している。

#### 七大将軍
全て本作オリジナルキャラクターだが、各漫画家がデザインを担当している。
ギガウルス
4本足の恐竜型の将軍。薬品による動物の巨大・凶暴化作戦を行う。広範囲の地震が武器。徳弘正也によるデザイン。
オムニポー
顔のついたエイのような風貌。身体に生えた翼で宇宙も飛べるらしい。人々を洗脳するコントロールビームのテストを担当。稲妻で攻撃する。荒木飛呂彦によるデザイン。
ロボテール
レトロな外観のロボット。戦闘ロボ軍団を統べる将軍。宙に浮いており、伸び縮みする長い尾で目標を粉砕する。秋本治によるデザイン。
ウデガン
腕の筋肉が肥大化したゴリラ風の将軍。各地の基地・要塞計画の長。戦闘では火球を放つ。森田まさのりによるデザイン。
アーマーグ
関節部がなく、膝から上が浮いている鎧。基地へのエネルギー供給に火山を噴火させた。外見通り高い防御力を有する。宮下あきらによるデザイン。
ダークレイド
半魚人型の将軍。基地の指揮とゼドーの警護にあたっていた。巨大な牙と場を凍結させる力を持つ。鳥山明によるデザイン。
バッフラー
ミノタウロス風の将軍。世界の危機を一気に進める大役を果たす。頭部の角は自分の意思で自由に飛ばせる。江川達也によるデザイン。

#### 最終ボス
ゼドー
本作オリジナルキャラクターで、ジャンプワールドの悪の魂が結びついた存在。世界を闇に包むことを目的としている。青い泡の集合に顔がついた外見で、自在に障害物を生み出す攻撃、戦士達の攻撃を寄せ付けないサイコバリアを持つ。
一度倒すと七大将軍からギガウルスの足、オムニポーの翼、ロボテールの尾、ウデガンの腕、アーマーグの鎧、ダークレイドの牙、バッフラーの角を借り受け、再度ジャンプワールドの最強戦士たちとの最終決戦に挑む。

### その他のキャラクター

#### ドラゴンボール
- チチ
- 孫悟飯
- クリリン
- ピッコロ - 前作の最終ボス「マジュニア」。今回はナメック星にいる。敵ではないが悟飯の師匠になっていないため、悟空をライバル視している状態。
- ブルマ
- 神龍（シェンロン）
- 亀仙人
- ウミガメ
- カリン様
- ウパ&ボラ - この2人はピッコロ大魔王編に準じた姿で登場する。
- ブリーフ博士

#### まじかる☆タルるートくん
- 江戸城本丸
- 松つぁん（浪速松五郎）
- りあ・キナカーモ

#### ジョジョの奇妙な冒険
下記の4人は次のストーリーを進んだ後に姿を消すが、終盤に手助けをしてくれる。
- ジョセフ・ジョースター - 前作ではPart.2に準じて青年の姿だったが、今回は老人の姿になっている。
- モハメド・アヴドゥル
- 花京院典明 - 4人の中で唯一専用のグラフィックが用意されていない（前髪はある程度再現されているが、黒髪で学帽を被っている）。
- ジャン＝ピエール・ポルナレフ

#### 新・ジャングルの王者ターちゃん
- ヂェーン
- エテ吉

#### 魁!!男塾
- 江田島平八
- 富樫源次
- 虎丸龍次
- 田沢慎一郎

#### ろくでなしBLUES
- 山下勝嗣
- 沢村米示
- 七瀬千秋
- 今井和美
- 中島淳一
- 前田富士雄

#### こちら葛飾区亀有公園前派出所
- 中川圭一 - 専用グラフィックは用意されているが、制服が通常の警官と同じものになっている。
- 秋本麗子 - 一般の女性警察官のグラフィックが流用されている。
- 大原大次郎

#### 本作オリジナル
- ラニング博士 - 本作の重要人物。『ドラゴンボール』のブリーフ博士の友人という設定になっている。

## スタッフ
- シナリオ・ユニット
  - シナリオ・スーパーバイザー：堀井雄二
  - シナリオ：折尾一則、石川文則
- キャラクター・ユニット
  - キャラクター・デザイナー：
    - モンスター・デザイン：秋本治、荒木飛呂彦、江川達也、徳弘正也、鳥山明、宮下あきら、森田まさのり
- サウンド・ユニット
  - 作曲：門倉聡
  - ミュージック・プロダクション：TOP
- プログラム・ユニット
  - チーフ・プログラマー：斉藤昌快、おきたかひろ
  - プログラマー：小俣健、ほらがいじんじ、渡辺靖、さかもとじゅん
  - サウンド・プログラマー：田口泰宏
  - グラフィック・デザイナー：大田貴、猪越浩
  - 協力：山名学、滝本ますみ、札場哲、しのはらひょうじ
- アドバータイズメント・ユニット
  - グラフィック・アート：大森英敏
  - アート協力：オフィスフライデイ
- アシスタント・ディレクター：成田東吾
- ディレクター：中村光一
- プロデューサー：橋本真司
- プランニング・サポート：やまのべこういち、18VAN PLANNING
- スペシャル・サンクス：浅沼誠、鈴木敏弘、週刊少年ジャンプ

## 評価
- ゲーム誌『ファミコン通信』の「クロスレビュー」では、8・7・8・4の合計27点（満40点）となっており[4][3]、レビュアーの意見としては、「キャラクターものはつまらないという定説を覆すかのように、今回は結構おもしろい」などと評されている[4]。

- ゲーム誌『ファミリーコンピュータMagazine』の読者投票による「ゲーム通信簿」での評価は以下の通りとなっており、21.7点（満30点）となっている[1]。

| 項目 | キャラクタ | 音楽 | お買得度 | 操作性 | 熱中度 | オリジナリティ | 総合 |
| 得点 | 4.0        | 3.5  | 3.2      | 3.5    | 3.8    | 3.8            | 21.7 |

## 関連作品
- ファミコンジャンプ 英雄列伝 - 前作。設定などを一部受け継いでいる。
- アルティメットスターズ - 本作の後日談として描かれた漫画作品。